# Sos Sargsyan
Pour les articles homonymes, voir Sargsyan.
Sos Artashesi Sargsyan (en arménien : Սոս Սարգսյան), né le 24 octobre 1929 à Stepanavan (Union des républiques socialistes soviétiques, actuellement Arménie), et mort le 26 septembre 2013  à Erevan, est un acteur soviétique et arménien.

## Biographie
Sos Sargsyan sort diplômé de l'Institut des beaux-arts et de théâtre d'Erevan en 1954. Depuis cette date, il joue au Sundukyan Drama Théâtre d'Erevan. En 1992, il fonde et dirige le théâtre Hamazgain. Depuis 1997, Sargsyan est recteur de l'Institut de théâtre et de cinéma d'Erevan. Il est apparu dans de nombreux films arméniens et russes dont Solaris d'Andreï Tarkovski.

## Filmographie partielle
- 1972 : Solaris d'Andreï Tarkovski : Dr Gibarian
- 2006 : Mayak (en)

## Prix et honneurs
- 1985 : Artiste du peuple de l'URSS
- Artiste du peuple d'Arménie